# آسل
آسل (به هلندی: Assel) یک منطقهٔ مسکونی در هلند است که در آپلدورن واقع شده‌است.